# Chiesa di San Lorenzo (Orco Feglino, Feglino)
La chiesa di San Lorenzo è un luogo di culto cattolico situato nella frazione capoluogo di Feglino nel comune di Orco Feglino, in provincia di Savona. La chiesa è sede della parrocchia omonima del vicariato di Finale Ligure della diocesi di Savona-Noli.

## Storia

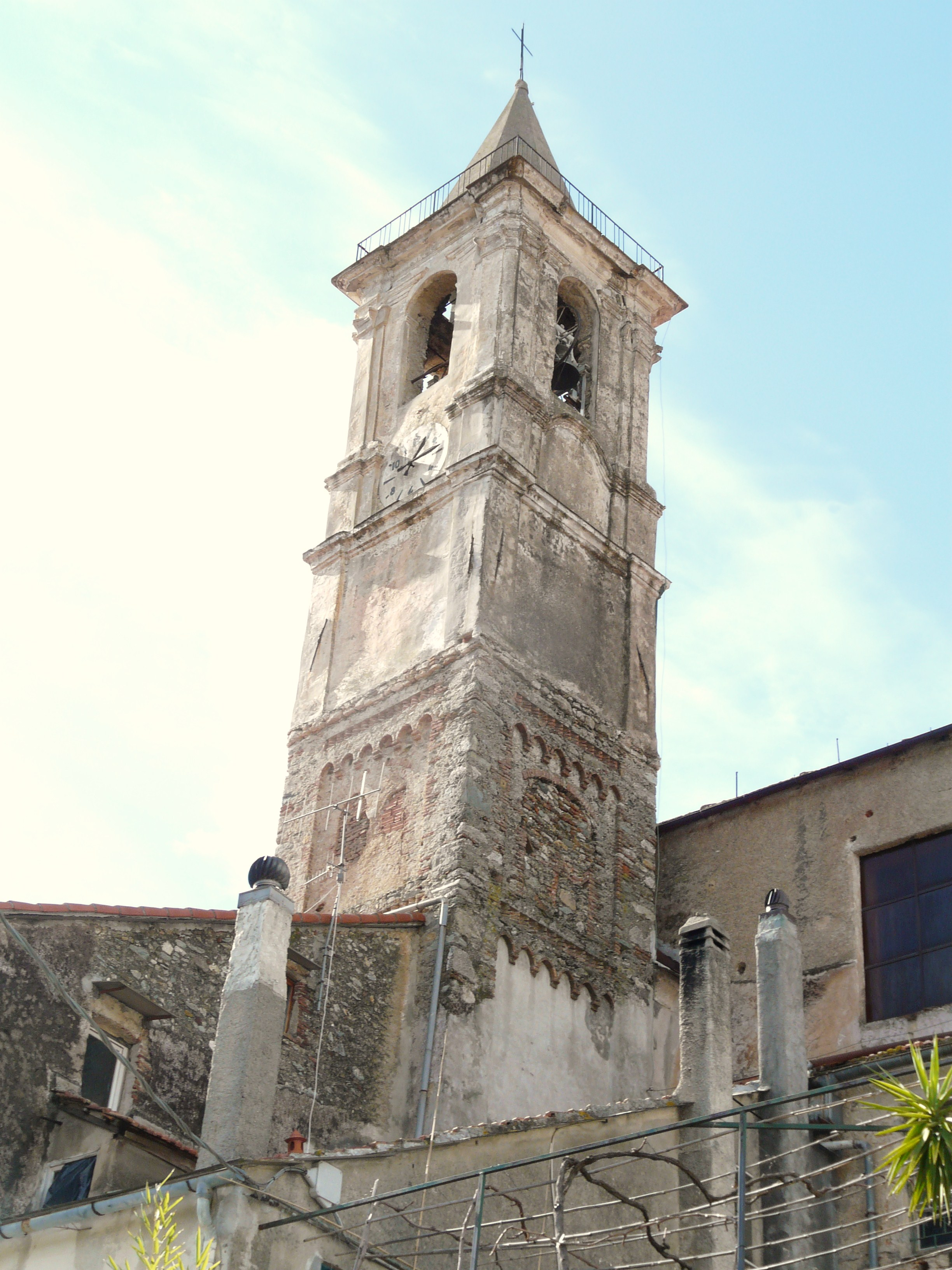
Il campanile

La primitiva chiesa di origine medievale, di cui si intravedono le tracce nella parte inferiore del campanile, fu ruotata di orientamento e ampliata in epoca successiva, andando ad assumere l'attuale fisionomia nel corso della prima metà del XIX secolo.